# Liste des conseillers généraux de la Haute-Saône
 (mars 2016).

## Composition du Conseil général de laHaute-Saône
| Parti                             | Sigle | Sigle | Élus |
| --------------------------------- | ----- | ----- | ---- |
| Majorité (22 sièges)              |       |       |      |
| Parti socialiste                  |       | PS    | 11   |
| Divers gauche                     |       | DVG   | 9    |
| Parti radical de gauche           |       | PRG   | 2    |
| Opposition (10 sièges)            |       |       |      |
| Union pour un mouvement populaire |       | UMP   | 8    |
| Mouvement démocrate               |       | MoDem | 1    |
| Divers droite                     |       | DVD   | 1    |
| Président du conseil général      |       |       |      |
| Yves Krattinger (PS)              |       |       |      |

## Liste des conseillers généraux de laHaute-Saône
| Canton                                  | Circ. | Conseiller général     | Parti | Parti | Autres mandats                                                                                      | Série |
| --------------------------------------- | ----- | ---------------------- | ----- | ----- | --------------------------------------------------------------------------------------------------- | ----- |
| Arrondissement de Lure                  |       |                        |       |       | |       |
| Canton de Champagney                    | 2     | Gérard Poivey          |       | PRG   | Maire de Champagney                                                                                 | 2011  |
| Canton de Faucogney-et-la-Mer           | 2     | Laurent Seguin         |       | DVG   | Maire de Faucogney-et-la-Mer                                                                        | 2011  |
| Canton de Héricourt-Est                 | 2     | Jean-Jacques Joly      |       | PS    | Conseiller municipal d'Héricourt                                                                    | 2011  |
| Canton de Héricourt-Ouest               | 2     | Fernand Burkhalter     |       | PS    | Président de la Communauté de communes du Pays d'Héricourt                                          | 2011  |
| Canton de Lure-Nord                     | 2     | Raoul Juif             |       | PS    | 1er Adjoint au Maire de Lure                                                                        | 2011  |
| Canton de Lure-Sud                      | 2     | Robert Morlot          |       | DVG   | Maire de Frotey-lès-Lure                                                                            | 2008  |
| Canton de Luxeuil-les-Bains             | 2     | Frédéric Burghard      |       | UMP   | 1er Adjoint au Maire de Luxeuil-les-Bains                                                           | 2011  |
| Canton de Mélisey                       | 2     | Rose-Marie Daviot      |       | PRG   | | 2008  |
| Canton de Saint-Loup-sur-Semouse        | 2     | Nadine Bathelot        |       | DVG   | Conseillère municipale d'Aillevillers-et-Lyaumont                                                   | 2008  |
| Canton de Saint-Sauveur                 | 2     | Joël Daval             |       | DVG   | Maire de Breuchotte                                                                                 | 2008  |
| Canton de Saulx                         | 2     | Michel Weyermann       |       | PS    | Maire de Villers-lès-Luxeuil                                                                        | 2008  |
| Canton de Vauvillers                    | 2     | Frédéric Laurent       |       | UMP   | Maire de Mailleroncourt-Saint-Pancras                                                               | 2008  |
| Canton de Villersexel                   | 2     | Gérard Pelleteret      |       | PS    | Maire de Villersexel                                                                                | 2008  |
| Arrondissement de Vesoul                |       |                        |       |       | |       |
| Canton d'Amance                         | 1     | Jean-Paul Pugin        |       | DVG   | | 2011  |
| Canton d'Autrey-lès-Gray                | 1     | Alain Blinette         |       | UMP   | Maire de Rigny                                                                                      | 2011  |
| Canton de Champlitte                    | 1     | Gilles Teuscher        |       | DVD   | Maire de Champlitte                                                                                 | 2008  |
| Canton de Combeaufontaine               | 1     | Joëlle Laure-Libersa   |       | DVG   | Maire de Combeaufontaine                                                                            | 2011  |
| Canton de Dampierre-sur-Salon           | 1     | Charles Gauthier       |       | UMP   | Maire de Vereux                                                                                     | 2011  |
| Canton de Fresne-Saint-Mamès            | 1     | Jean-Pierre Chausse    |       | DVG   | Maire de Fresne-Saint-Mamès                                                                         | 2011  |
| Canton de Gray                          | 1     | Claudy Chauvelot-Duban |       | PS    | Conseillère municipale de Gray                                                                      | 2008  |
| Canton de Gy                            | 1     | Paul Cheviet           |       | DVG   | | 2008  |
| Canton de Jussey                        | 1     | Michel Désiré          |       | PS    | Maire de Passavant-la-Rochère                                                                       | 2011  |
| Canton de Marnay                        | 1     | Maurice Fassenet       |       | DVG   | | 2008  |
| Canton de Montbozon                     | 2     | Edwige Eme             |       | PS    | Conseillère municipale de Fontenois-lès-Montbozon                                                   | 2011  |
| Canton de Noroy-le-Bourg                | 2     | Gérard Bontour         |       | PS    | Maire de Colombe-lès-Vesoul                                                                         | 2011  |
| Canton de Pesmes                        | 1     | Jean-Claude Gay        |       | MoDem | Maire de Pesmes                                                                                     | 2008  |
| Canton de Port-sur-Saône                | 1     | Jean-Paul Mariot       |       | PS    | Maire de Port-sur-Saône                                                                             | 2008  |
| Canton de Rioz                          | 1     | Yves Krattinger        |       | PS    | Ancien Sénateur Président du Conseil Général Président de la Communauté de communes du Pays riolais | 2008  |
| Canton de Scey-sur-Saône-et-Saint-Albin | 1     | Carmen Friquet         |       | UMP   | Maire-adjoint de Bucey-lès-Traves                                                                   | 2008  |
| Canton de Vesoul-Est                    | 1     | Jean-Claude Ayala      |       | UMP   | Maire-adjoint de Vesoul                                                                             | 2008  |
| Canton de Vesoul-Ouest                  | 1     | Sylvie Manière         |       | UMP   | Conseillère municipale de Montigny-lès-Vesoul                                                       | 2011  |
| Canton de Vitrey-sur-Mance              | 1     | Serge Deroy            |       | UMP   | Maire de La Quarte                                                                                  | 2008  |

## Anciens conseillers généraux
- Alphonse de Bauffremont ;
- Christian Bergelin ;
- Patrice Debray ;
- Jean-Marcel Jeanneney ;
- Louis Jobard ;
- Alain Joyandet ;
- Pierre Louvot ;
- Philippe-Gabriel de Marmier ;
- André Maroselli ;
- Charles Edmond Mathis ;
- Joseph Mercier
- Maurice Signard ;
- Jean-Michel Villaumé ;